# Philippe Charles II de Lannoy
Pour les autres membres de la famille, voir Maison de Lannoy.
Philippe de Lannoy (prince de Sulmone), né en 1514 et mort en 1553, était en 1544 un chef militaire du Hainaut et italien de l'armée espagnole. Il est le fils de Charles de Lannoy et de Françoise de Montbel d'Entremont. 
Pendant la bataille de Cérisoles, il commandait la cavalerie napolitaine. Il fut admis dans l'ordre de la Toison d'or en 1546. Il épousa en 1535 à Castel Capuano Isabella Colonna, veuve du capitaine impérial Louis Gonzaga "Rodomonte", comte de Sabbioneta († 1532), qui lui donna cinq enfants :
- Marie, religieuse
- Charles (1538-1566), 3e prince de Sulmona
- Béatrice
- Horace (?-1597), 4e prince de Sulmona
- Victoire (?-1594)

## Voir également
- Maison de Lannoy